# Juncus repens
Juncus repens là một loài thực vật có hoa trong họ Juncaceae. Loài này được Michx. mô tả khoa học đầu tiên năm 1803.

## Hình ảnh

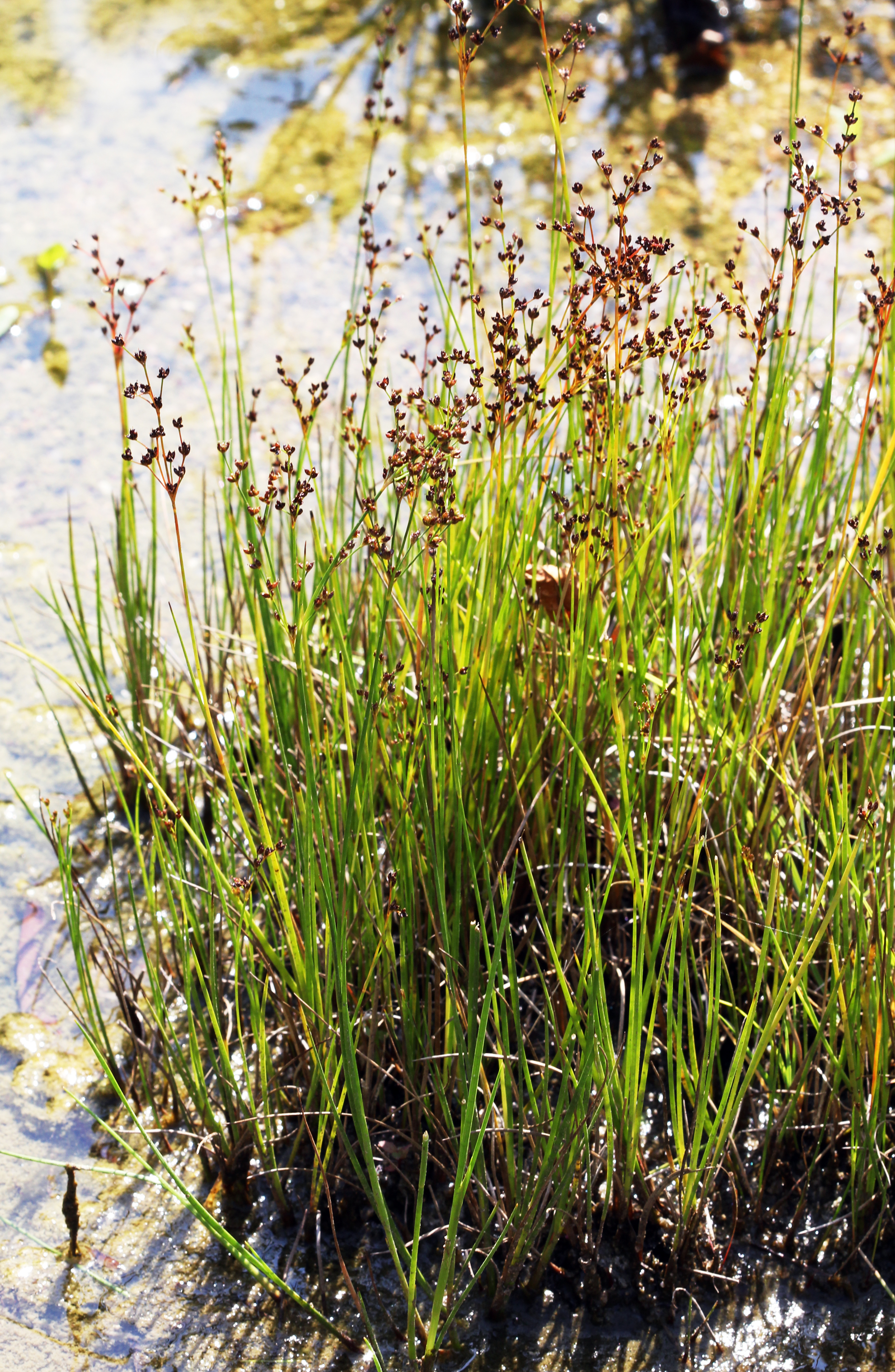
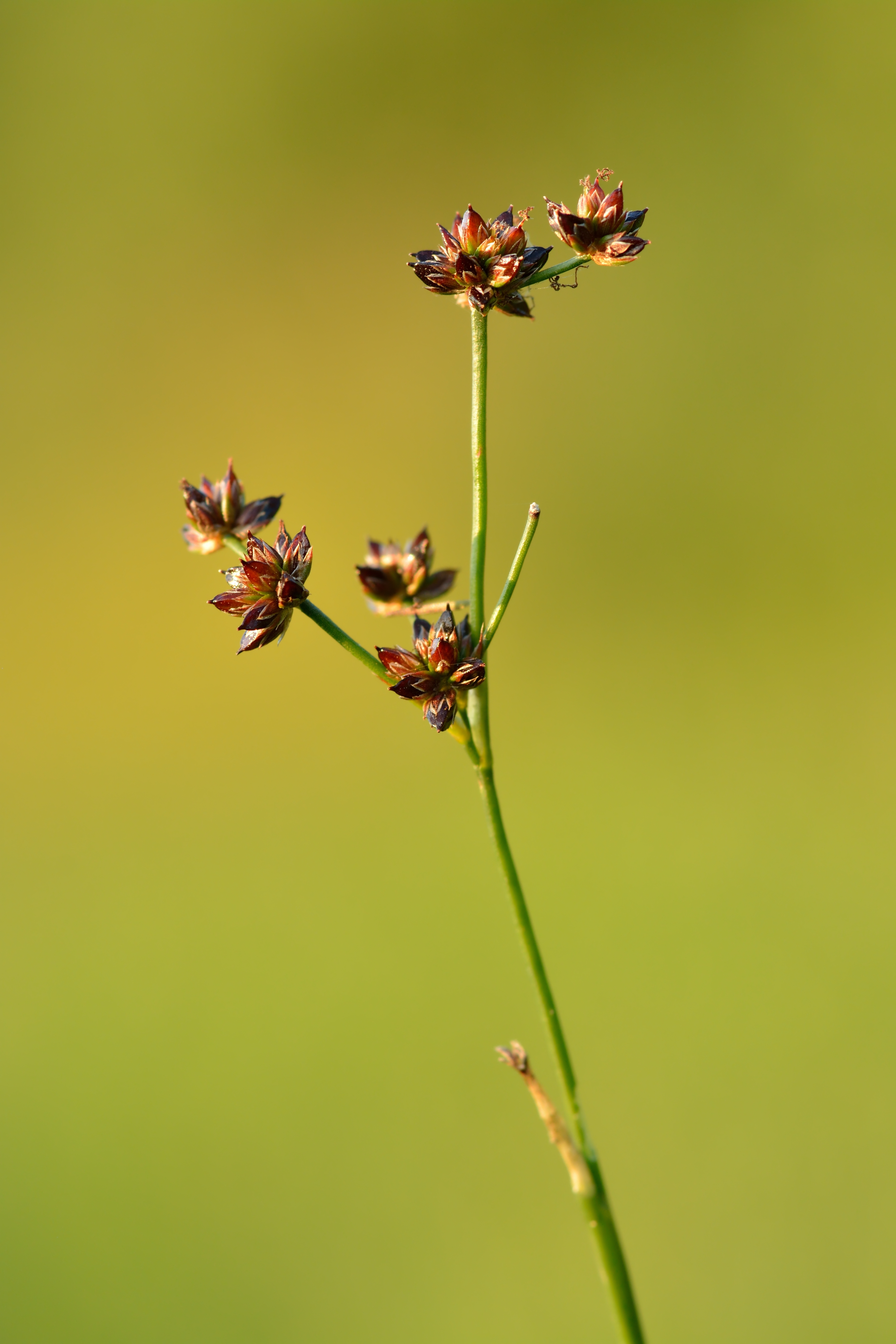